# Observatório Municipal Anwar Damha
O Observatório Municipal Anwar Damha é um observatório astronômico localizado na cidade de brasileira de Presidente Prudente, no estado de São Paulo. Inaugurado em 11 de outubro de 2002, é administrado pela prefeitura municipal. Conta com cinco telescópios e um auditório.

## Relação de telescópios
- Telescópio refrator apocromático de 175 mm
- Telescopio refrator acromático de 150 mm
- Telescópio refletor de 254 mm
- Telescópio Cassegrain de 300 mm
- Telescópio Cassegrain de 200 mm